# Hedwig von Olfers
Hedwig von Olfers, née Hedwig von Staegemann (née le 11 mai 1799 à Königsberg et mort le 11 décembre 1891 à Berlin), est une autrice allemande et salonnière d'origine prussienne.

## Famille
Hedwig est la fille du juriste, poète et conseiller d'État prussien Friedrich August von Stägemann et d'Elisabeth Fischer (de), divorcée Graun (1761–1835).
Le 3 décembre 1823, elle épouse le médecin et diplomate Ignaz von Olfers à Berlin. Quatre enfants sont nés de cette union :
- Johanna (Nina) von Olfers (de) (1824-1901), deuxième épouse du comte Ludwig Yorck von Wartenburg depuis 1849
- Marie von Olfers (1826-1924)
- Hedwig von Olfers (1829-1919), mariée à Heinrich Abeken depuis 1866
- Ernst von Olfers (1840-1915), médecin, jusqu'en 1890 seigneur de Metgethen, père de Sibylle von Olfers (de)

La famille comprend également la fille adoptive d'une femme de chambre de Klein-Öls, Anna (Annerle) Richter (1851–1879), une musicienne talentueuse, qui est adoptée en 1852.

## Biographie

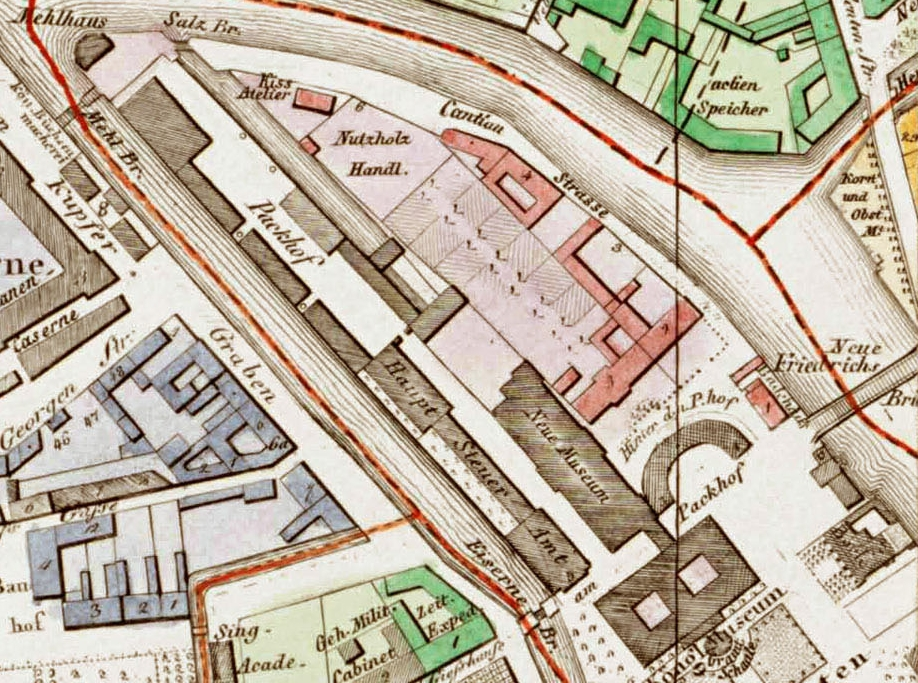
Cantianstraße 4 : maison de la famille von Olfers jusqu'en 1877 ; le célèbre salon jaune est situé ici

La maison d'Hedwig von Olfers est le centre social de la ville de Berlin sous le règne des rois Frédéric-Guillaume III et Frédéric-Guillaume IV. Dès l'âge de 16 ans, Hedwig a réuni autour d'elle la jeunesse cultivée et artistique de Berlin dans le salon de ses parents, le conseiller d'État Friedrich August von Stägemann et son épouse, la salonnière Elisabeth von Stägemann. Elle devient l'archétype de la belle meunière, lorsqu'en 1816, on divertit les invités du salon parental en jouant Rose, la meunière, une pièce mondaine de sa composition. Les participants sont Wilhelm Müller, qui devient plus tard célèbre en tant que poète (Die Schöne Müllerin, Winterreise), Luise Hensel, futur auteur de poésie religieuse, son frère Wilhelm Hensel, qui se fait connaître dans toute l'Europe en tant que portraitiste, Clemens Brentano et aussi le compositeur Ludwig Berger qui, huit ans avant Schubert, me en musique les chants disséminés dans le liederspiel sous forme de cycle Gesänge aus einem gesellschaftlichen Liederspiel Die Schöne Müllerin op. 11.
Après son mariage avec Ignaz von Olfers, médecin, diplomate et plus tard directeur général des musées royaux de Berlin, Hedwig tente avec succès de poursuivre les mondanités du salon de ses parents dans l'esprit de la tradition de salon de Rahel Varnhagen von Ense. Artistes, érudits ainsi que représentants renommés de la société militaire et de la cour se retrouvent, au début tous les vendredis, puis le plus souvent le jeudi, autour d'un thé pour échanger des idées et participer à des soirées musicales dans le salon jaune au 4 de la Cantianstraße, puis à partir de 1877 au 7 de la Margaretenstraße.
Hedwig von Olfers sait aplanir de manière souveraine les différences politiques et de classe sociale et réunir des personnes d'origines, de religions et de modes de pensée très différents. Son style marque toute une génération de salonnières, dont Marie von Schleinitz, qu'elle a elle-même fréquentée dans sa vieillesse.
Outre un recueil de poèmes et de petits travaux littéraires, ce sont surtout les souvenirs, les lettres et les journaux intimes publiés en deux volumes par sa fille Hedwig Abeken qui sont intéressants. Ils comptent parmi les sources les plus importantes du XIXe siècle en matière d'histoire personnelle.
Hedwig von Olfers décède à l'âge avancé de 92 ans d'une pneumonie dans son appartement du 7 Margaretenstraße (la rue n'existe plus, aujourd'hui le bâtiment de la Bibliothèque d'État (de) s'y trouve) à Friedrichsvorstadt (de) et est enterrée dans l'ancien cimetière Saint-Matthieu dans la tombe de sa fille adoptive Anna Richter.

## Habitués
- Heinrich Abeken
- Karl vom Stein zum Altenstein
- Frédéric Ancillon
- Louise grand-duchesse de Bade
- Amalie Beer
- Johann Joachim Bellermann
- Karoline Friederike von Berg (de)
- Theodor von Bethmann-Hollweg (de)
- Gustav Kalixt von Biron
- Hermann von Boyen
- Frédéric-Guillaume de Brandebourg
- Johann Georg Emil von Brause
- Peter von Cornelius
- Ernst Curtius
- Rudolph von Delbrück
- Friedrich Eichhorn
- Friedrich de La Motte-Fouqué
- August Neidhardt von Gneisenau
- Karl Ferdinand von Gräfe
- Gustav von Griesheim (de)
- Herman Grimm
- Ferdinand von Harrach
- Hermann von Helmholtz
- Luise Hensel
- Wilhelm Hensel
- Botho von Hülsen
- Alexander von Humboldt
- Max Jähns (de)
- Joseph Joachim
- Charlotte von Kalb
- Leopold von Kalckreuth
- Wilhelm von Kaulbach
- Robert von Keudell
- Marie von Kleist (de)
- Franz Krüger
- Karl Richard Lepsius
- Fanny Lewald
- Eduard Magnus
- Adolph von Menzel
- Theodor Mommsen
- Maximiliane von Oriola
- Ernst von Pfuel
- Georges de Prusse
- Rudolf Radecke (de)
- Famille d'Antoni Henryk Radziwiłł
- Leopold von Ranke
- Anna vom Rath (de)
- Christian Daniel Rauch
- Alfred von Reumont (de)
- Gustav Richter
- Wilhelm von Schadow
- Johann Gottfried Schadow
- Wilhelm Scherer
- Erich Schmidt
- Henriette Sontag
- Ludwig Tieck
- Heinrich von Treitschke
- Alexander von Ungern-Sternberg (de)
- Richard Voß
- Karl Wilhelm Wach
- Friedrich Adolf von Willisen
- Karl Wilhelm von Willisen
- Ernestine von Wildenbruch
- Ernst von Wildenbruch
- Paul Yorck von Wartenburg (de)
- Maximilian Yorck von Wartenburg (de)

## À propos d'Hedwig von Olfers
- Herman Grimm: Sie hat, könnte man sagen, nie aufgehört, ein junges Mädchen zu sein, das eben seine ersten Erfahrungen macht, ihr Dasein war ein stets sich wiederholendes Erstaunen.
- Erich Schmidt: Ihr Gespräch kannte keinen Klatsch und keine bequemen, abgegriffenen Zeitungsurteile; immer von Grazie leicht getragen, durch die wundervolle Befriedigung unseres geistigen Bedürfnisses, Neues zu erfahren, rückwärts und vorwärts beflügelt, ohne jede falsche Bildung und Prüderie, von einem unbeirrbaren Takt gesteuert, aus dem Vollen geschöpft, improvisatorisch, mit leichten Sprüngen, manchen verschwiegenen, ja plötzlichen Übergängen, bestimmt, auch schalkhaft überraschend, nie lehrhaft.
- Richard Voß: Diese unvergeßlichen Olferschen Teeabende! An einem runden Tisch vor dem altmodischen Sofa saß die alte Exzellenz, Hedwig von Olfers, das jugendlich rosige Gesicht von einer hellfarbigen Haube ehrwürdig umrahmt. Und diese alte Freundin war Führerin und milde Beherrscherin der Geister, die sich um sie versammlten.
- Ernst von Wildenbruch: Für diese Natur gab es überhaupt keine andere Möglichkeit des Seins als mitzuerleben. Tiefgründige Selbstbeobachtung, die ihre Umgebung alle Augenblicke durch Worte ursprünglicher Weisheit überraschte, und daneben eine Weltfreundlichkeit, die ihre Umgebung ebenso oft zu Ausbrüchen heiteren Lachens veranlaßte - dies Widersprechende, verklärt durch den Zauber, den die Natur ihren Lieblingen bei der Geburt in das Herz legt - durch Naivität.

## Travaux
- Der Kinder-Advokat (Berlin 1868)
- Eltern Leid und Lust (1873)
- Gedichte (Berlin 1892)
- Hedwig von Olfers, geb. v. Staegemann 1799–1891. Ein Lebenslauf.
  - Bd. 1: Elternhaus und Jugend 1799–1815.  Hrsg. von Hedwig Abeken, Berlin 1908.
  - Bd. 2: Erblüht in der Romantik, gereift in selbstloser Liebe. Aus Briefen zusammengestellt. 1816–1891. Hrsg. von Hedwig Abeken, Berlin 1914.